# Konodimini
Konodimini est une localité et une commune rurale du Mali de l'arrondissement central de Ségou, dans le cercle et la région de Ségou.

## Villages
La commune s'étend sur 21 localités relevées lors du recensement général de 2009. 
Les villages les plus peuplés sont :
- Konodimini (3 512 habitants) ;
- Kégnébougou (1 336 habitants) ;
- Somonodougouni (1 221 habitants).

La loi 2023-007 attribue à la commune 26 villages, fractions ou quartiers :
- Konodimini
- Zanakoro Wéré
- Siribougou Koura